# 다카다시역
다카다시역(일본어: 高田市駅)은 일본 나라현 야마토타카다시에 위치한 긴키 닛폰 철도 미나미오사카 선의 철도역이다. 역 번호는 F 24이며, 상대식 승강장 2면 2선의 구조를 갖춘 고가역이다.

## 타는 곳
| 1 | F 미나미오사카 선 | 하행 | F}} 가시하라진구마에 · 요시노 방면 · B 야마토야기 · 교토 방면 |
| 2 | F 미나미오사카 선 | 상행 | 샤쿠도 · 후루이치 · 오사카아베노바시 방면                     |

## 이용 현황
- 2005년 11월 8일 : 7,696명
- 2008년 11월 18일 : 7,619명
- 2010년 11월 9일 : 8,388명
- 2012년 11월 13일 : 8,927명
- 2015년 11월 10일 : 9,778명

## 역 주변
- 국도 제166호선
- 야마토타카다 시립 병원
- 문화 회관

## 인접 역
| 긴키 닛폰 철도 F 미나미오사카 선 | 긴키 닛폰 철도 F 미나미오사카 선 | 긴키 닛폰 철도 F 미나미오사카 선           |
| -------------------------------- | -------------------------------- | ------------------------------------------ |
| F23 샤쿠도 오사카아베노바시 방면 | ■ 급행                           | 가시하라진구마에 F42 가시하라진구마에 방면 |
| F23 샤쿠도 오사카아베노바시 방면 | ■ 구간급행 · ■ 준특급 · ■ 보통   | 우키아나 F25 가시하라진구마에 방면         |